# Josep Pedrerol
Josep Pedrerol Alonso (Barcelona, 10 de septiembre de 1965) es un periodista deportivo y presentador de televisión español.

## Trayectoria
Licenciado en Ciencias de la Comunicación, comenzó su trayectoria periodística en emisoras locales de radio, recalando a los 19 años en Ràdio Barcelona. Tras trabajar en los servicios informativos, dirige y presenta el programa Área de gol y Carrusel Cataluña en esta emisora, además de intervenir a nivel nacional, en Carrusel deportivo de la Cadena SER.
Con el estreno en 1990 de Canal+, canal pionero de pago en España, se incorpora a su redacción de deportes en Madrid. El canal nace con los derechos de emisión del partido más destacado de cada jornada de Primera División, El partidazo del Plus y Pedrerol participa en sus transmisiones vía micrófono inalámbrico, estrenando las célebres "entrevistas del Plus" a directivos y otras personalidades en los palcos.
Entre 1997 y 2004, presentó junto a Michael Robinson, los dos programas futbolísticos referencia del canal, los viernes pre-jornada El día antes y los lunes post-jornada El día después.
En abril de 2003, estrena en Radio Intereconomía, el programa deportivo nocturno En la banda, que compatibiliza hasta junio de 2004 con su labor en televisión. A la conclusión de la temporada 2003/04 decide abandonar Canal+, tras 14 años en la cadena.
Para la temporada 2004/05, la nueva cadena de radio de Vocento, Punto Radio, le encomienda la dirección del área de Deportes y el programa de la medianoche deportiva El mirador del deporte, iniciando sus emisiones el 5 de septiembre de 2004, junto a Joaquín Ramos Marcos. Desde la temporada 2005/06, condujo a su vez, el programa vespertino de seguimiento de la jornada deportiva La liga viva.
Tres años después de su salida de Canal+, el 26 de agosto de 2007 estrena en Televisión Española, el programa resumen de la jornada liguera Club de fútbol, que presenta junto a Hugo Gatti y que se emite los domingos de 23:00 a 00:30 en La 2. Compaginó este programa con su tarea radiofónica hasta el final de la temporada 2007/08, tras la que ficha por Intereconomía, poniendo fin a su etapa en Punto Radio y TVE.
Para la campaña 2008/09, estrena Punto pelota el 15 de septiembre de 2008 en Intereconomía. El programa de temática principalmente futbolística traslada a la televisión, el horario de la referente franja de radio deportiva de medianoche (00:00-01:30), con una dinámica de tertulia similar al programa de debate El Rondo, de TVE Cataluña. Los primeros contertulios fueron Tomás Roncero (As), José Damián González (As), Siro López (director de deportes de Telemadrid), Carme Barceló, Lobo Carrasco (exfutbolista), Jorge D'Alessandro (exentrenador) y Joaquín Ramos Marcos (exárbitro).
El programa cosecha las mejores audiencias de la cadena y se consolida como la tertulia futbolística televisiva líder del país. Pedrerol es nombrado jefe de Deportes del grupo en su segunda temporada (2009/10), para coordinar la programación deportiva y generar sinergias con su programa de late night. En su tercera temporada 2010/11, Punto pelota alcanzó sus mejores audiencias, logrando el máximo histórico del canal en plena vorágine de "Clásicos" (hasta cuatro en las tres competiciones), con el programa posterior al Real Madrid-Fútbol Club Barcelona de Liga del 16 de abril de 2011, primero de los cuatro que se disputaron, donde alcanzó el 8,2% de audiencia media.
En septiembre de 2013, La Sexta, cadena de Atresmedia, lo ficha como presentador de Jugones, el espacio informativo de deportes de las 15h00, para disputarle la audiencia a Los Manolos de Deportes Cuatro, emitido en esa misma franja horaria, de lunes a viernes de 15:00 a 15:30. Desde 2018 supera a Deportes Cuatro y es el informativo deportivo líder de las sobremesas. Este trabajo lo compagina hasta diciembre del mismo año, con la dirección y presentación de Punto pelota.
Tras cinco temporadas y media (2008-2013) al frente de Punto pelota, por desavenencias con la cúpula de la cadena, el 4 de diciembre de 2013 fue destituido como director y presentador del programa. Apenas un mes después de su repentina salida de Intereconomía, llegó a un acuerdo con Atresmedia, empresa para la que llevaba trabajando desde septiembre de 2013, para emitir en su grupo el programa heredero, El chiringuito de Jugones, que es estrenado en Nitro el 6 de enero de 2014. El programa arranca con todo el bloque de deportes e hilo argumental de Punto pelota, su predecesor. Tras el cierre de Nitro, se emitió entre el 5 de mayo y el 17 de julio de 2014 en La Sexta. Durante la temporada 2014/15, que dio inicio el 18 de agosto de 2014, el programa se emitió en Neox. Desde la tercera temporada del programa hasta la actualidad, se emite de domingo a jueves de 00:00 a 02:45, en Mega.
Durante el trienio 2015-18, Atresmedia ostentó los derechos de emisión para España, del partido en abierto de los martes de Liga de Campeones de la UEFA. En ese periodo, condujo en Mega Champions Total, el espacio que analizaba y resumía la competición, emitido tras las jornadas de martes y miércoles de 22:30 a 00:00, previo a El chiringuito de Jugones.
Desde 2023 es además director de La Sexta Deportes.

## Cronología
| Trayectoria profesional | Trayectoria profesional                                 | Trayectoria profesional      |
| Período                 | Programa                                                | Canal                        |
| ----------------------- | ------------------------------------------------------- | ---------------------------- |
| 1984-1987               | Servicios informativos, Área de gol y Carrusel Cataluña | Ràdio Barcelona              |
| 1987-1990               | Carrusel deportivo                                      | Cadena SER                   |
| 1990-1997               | El partidazo del Plus                                   | Canal+                       |
| 1997-2004               | El día después y El día antes                           | Canal+                       |
| 2003-2004               | En la banda                                             | Radio Intereconomía          |
| 2004-2008               | La liga viva                                            | Punto Radio                  |
| 2004-2008               | El mirador del deporte                                  | Punto Radio                  |
| 2007-2008               | Club de fútbol                                          | La 2                         |
| 2008-2013               | Punto pelota                                            | Intereconomía                |
| 2013-presente           | Jugones                                                 | La Sexta                     |
| 2014-presente           | El chiringuito de Jugones                               | Nitro, La Sexta, Neox y Mega |
| 2015-2018               | Champions Total                                         | Antena 3, La Sexta y Mega    |
| 2023                    | YAS Verano                                              | Antena 3 (como colaborador)  |